# Pałac w Karnicach
Pałac w Karnicach – zabytkowy pałac w Karnicach – wisi w Polsce, w województwie dolnośląskim, w powiecie średzkim, w gminie Udanin.

## Historia
Obiekt wybudowany w XVIII w. W 1885 właścicielem był Hermann Beck. Świadczy o tym inicjał B w kartuszu trzymanym przez putta w łuku z agrafą zawierającą rok 1875 nad wejściem balkonowym, pod zegarem. Pałac jest częścią zespołu pałacowego, w skład którego wchodzi jeszcze park.

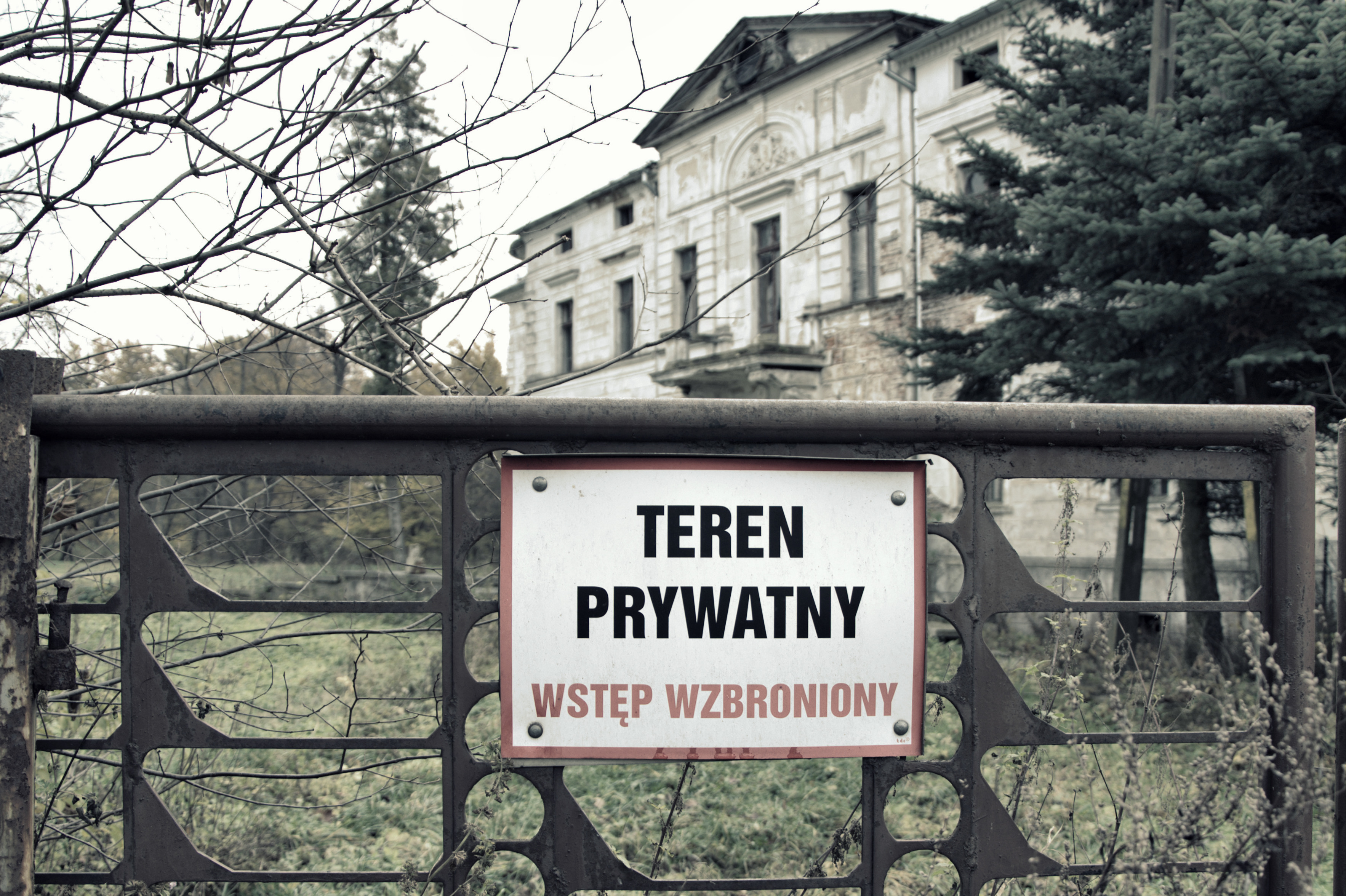
Szczyt z zegarem